# Ludovic Delporte
Pour les articles homonymes, voir Delporte.
Ludovic Delporte est un footballeur français né le 6 février 1980 à Sainte-Catherine-lès-Arras (Pas-de-Calais). Il joue au poste de milieu de terrain offensif ou attaquant.

## Biographie

### Débuts au RC Lens
Ludovic Delporte rejoint le RC Lens à l'âge de neuf ans. En 1992 il est finaliste national du jeu Adidas-Coca-Cola à Clairefontaine. En mai 1994, il dispute avec la sélection de la Ligue du Nord-Pas-de-Calais la phase finale de la Coupe nationale des minimes. Parmi ses coéquipiers, le futur professionnel Rémy Vercoutre. Il passe par toutes les équipes de jeunes de son club jusqu'à l'effectif professionnel avec lequel il commence à s'entraîner dès 1998.
Il commence sa carrière professionnelle au RC Lens le 11 septembre 1999 contre le CS Sedan Ardennes (0-3). Lors de sa première saison, il joue deux matchs de championnat puis cinq lors de la seconde. Il en profite pour faire ses débuts sur le plan international, en Coupe UEFA, le 30 septembre 1999 contre le Maccabi Tel-Aviv (victoire 2-1). Il en profite d'ailleurs pour inscrire un but à la 80e minute.
En recherche de temps de jeu, il est prêté pour la saison 2000-2001 au Stade lavallois, en Division 2. Hervé Gauthier en fait une pièce maitresse de l'équipe, avec des joueurs comme Lionel Rouxel, Aziz Ben Askar ou Guilherme Mauricio. Après un bon début de saison, le club mayennais se bat pour la montée en Division 1 mais la fin de saison est délicate et descend à une anonyme 9e place.

### Aventures espagnoles
Après une saison pleine, il est de retour dans le Nord. En septembre 2001, il est sélectionné par Pierre Mankowski avec une équipe de France des moins de 21 ans (distincte de la sélection espoirs) pour disputer les Jeux méditerranéens à Tunis, en compagnie notamment de Julien Stéphan, Sébastien Squillaci, Florent Balmont et Nicolas Douchez. Il joue 3 matches dont 2 titulaires, marque un but face à Saint-Marin et termine à la troisième place de la compétition. À Lens le nouvel entraîneur, Joël Muller, ne compte pas sur lui. C'est un de ses anciens coéquipiers, Nenad Grozdić, prêté par le RC Lens, qui l'informe que le Racing de Ferrol est à la recherche d'un milieu offensif gauche. Après quelques hésitations, il se met d'accord avec les dirigeants des deux clubs pour un nouveau prêt, en Segunda División, cette fois-ci. Il y trouve certains compatriotes comme Philippe Burle, Mickael Marsiglia ou Kaba Diawara. Il aide le club à terminer neuvième mais ne peut rester à Ferrol car les deux clubs n'arrivent pas à se mettre d'accord pour un transfert. Il tape tout de même dans l'œil de plusieurs clubs espagnols.
Il s'engage alors pour l'Albacete Balompié, en Segunda División. Il y retrouve un ancien lavallois, Laurent Viaud. Il joue alors 21 matchs et aide le club à terminer troisième et à monter en Liga. Lors de la saison 2003-2004, le club recrute des joueurs en devenir comme Manuel Almunia ou David Sanchez (en). La saison est finalement plutôt réussie, le club se maintient en terminant 14e de Liga. De son passage à Albacete, on retiendra son surnom, le Beckham de la Mancha, basé sur une ressemblance physique ainsi que le même numéro de maillot pour Delporte que pour Beckham,. Il est également surnommé El gante de oro durant son passage ibérique.
En 2004, malgré des contacts avec Málaga CF, l'Espanyol de Barcelone ou Levante UD, il rejoint l'Osasuna Pampelune. Sa première saison débute plutôt bien mais au fur et à mesure de la saison, les résultats sont de plus en plus difficiles. Malgré la présence de joueurs comme Savo Milosevic, John Aloisi ou Ibrahima Bakayoko, le club ne fait pas mieux que la 15e place. Il joue tout de même 28 matchs et est finaliste de la Coupe du Roi (défaite 1-2 contre le Betis Séville). Au cours de cette finale, Ludovic Delporte délivre une passe décisive sur le but d'Osasuna.
En 2005, il est suivi par l'AS Saint-Étienne et surtout par l'Atlético Madrid qui lui propose un contrat qu'il ne signe pas, Osasuna soumettant une proposition de prolongation à Delporte avec les mêmes conditions, conditions qu'il accepte.
La saison 2005-2006 est l'une de ses plus belles, il joue 27 matchs et le club reste en haut de la Liga et termine quatrième. Le sommet de cette saison est la victoire 2-1 contre le FC Barcelone du 12 mars 2006 grâce à des buts de Valdo et Francisco Puñal Martínez. Un autre grand moment est le but qu'il inscrit dans les dernières minutes de la partie contre le RCD Majorque, après avoir traversé la moitié du terrain, et qui propulse l'Osasuna en Ligue des champions. À l'occasion d'un match de championnat, Luis Aragonés, sélectionneur de l'sélection espagnole présent dans le stade, se renseigne pour savoir si une naturalisation espagnole de Delporte est envisagée par celui-ci.
Lors de l'été 2006, après une saison réussie, il est courtisé par les Girondins de Bordeaux et le Betis Séville, le club basque ne souhaitant pas le laisser partir, il fixe la clause libératoire du joueur à 6 millions d'euros. Il reste finalement à Pampelune.
En février 2007, il prolonge son contrat avec ce club de trois saisons avec une clause libératoire de 9 millions d'euros. En mai, il participe à la 1/2 finale de Coupe UEFA perdue 0-2 contre le FC Séville.
La saison 2007-2008 est délicate pour lui, il se blesse dès le mois de septembre 2007 à la cuisse. De retour de blessure, il joue quelques matchs mais se reblesse. Il avoue avoir pensé un temps à "arrêter sa carrière". En mars 2008, alors qu'il est de nouveau victime d'une déchirure à la cuisse gauche, il décide de se faire opérer et termine sa saison avec neuf matchs de championnat au compteur.
En 2010, il est en fin de contrat avec l’Osasuna Pampelune et quitte le club basque. Quelques semaines plus tard, il est recruté pour une saison par le Gimnàstic de Tarragona, une équipe de Segunda División. Il est une des recrues phares avec le Néerlandais Berry Powel et y retrouve un Français, Marc Fachan.
Après plusieurs blessures à répétition, il annonce la fin de sa carrière après la saison 2010-2011.

### Angers
Cependant, le 20 décembre 2011, il est présenté à la presse sous les couleurs de son nouveau club : Angers SCO, où il a signé jusqu'à la fin de la saison 2011/2012.
Il arrive, fort de participations aux ligues 1 française et espagnole ainsi qu'aux coupes européennes, dont la Ligue des champions où ses qualités footballistiques et humaines ont été reconnues.
Lors de son départ de l'Osasuna, après six saisons, le club a publié un communiqué se terminant par ces mots : "El CA Osasuna quiere agradecer públicamente el extraordinario comportamiento de Ludovic Delporte tanto personal así como profesional durante su estancia en Pamplona y, al mismo tiempo, le desea los mejores éxitos en su futuro más inmediato", ce qui peut être traduit en français par : "Le CA Osasuna tient à remercier publiquement Ludovic Delporte pour son comportement extraordinaire à la fois sur les plans personnel et professionnel pendant son séjour à Pampelune et dans le même temps, nous lui souhaitons un plein succès dans son futur immédiat". À l'issue de la saison, son contrat n'est pas renouvelé.

### Entraîneur, retour amateur
Il obtient en juin 2014 son brevet d'entraîneur de football, ce qui lui permet d'entraîner des équipes jusqu'au niveau de la Division Honneur. Au sein du club du Arras FA, il est entraîneur de l'équipe des moins de 17 ans et peut évoluer avec l'équipe A du club, membre du CFA.
En 2017 il devient entraîneur du SC Douai.

## Palmarès
- Finaliste de la Coupe d'Espagne en 2005 avec l'Osasuna Pampelune
- Demi-finaliste de Coupe UEFA 2007 avec l'Osasuna Pampelune
- Troisième de Segunda División et montée en Liga en 2003 avec l'Albacete Balompié

## Divers
- Premier match en Ligue 1 le 11 septembre 1999 : RC Lens - CS Sedan Ardennes (0-3).
- Sélectionné dans les différentes équipes de France de 1994 à 2001 (-16 ans, -17 ans, -18 ans, -20 ans et espoirs).